# Olancho
Olancho er et af de 18 departementer departamentos i Honduras i Mellemamerika.
Det er det største af departementerne i landet og grænser mod syd op til Nicaragua. Departementets hovedstad er Juticalpa.
Den vestlige og nordlige del er bjergrig. Her befinder sig bjergkæderne Sierra de Agalta, Montaña de Tembladeros og Montaña de Botaderos. Central-Olancho er præget af agerdyrkning. Den østlige del er dækket af regnskov. En del af det til UNESCOs Verdensarvsliste hørende Rio Platano-biosfærereservat befinder sig ligeledes i denne region.
Narkotikakriminaliteten er steget meget i departementet de seneste år. Små flyvemaskiner fra Sydamerika bruger departementets vidde til at laste stofferne om.